# 自然環境保全地域
自然環境保全地域（しぜんかんきょうほぜんちいき）とは、自然環境保全法に基づき、自然環境を保全することが特に必要な地域として指定される地域のこと。ここでは、同法に基づく原生自然環境保全地域（環境大臣指定）、都道府県自然環境保全地域（都道府県知事指定）も扱うこととする（以下、自然環境保全地域、原生自然環境保全地域、都道府県自然環境保全地域を総称して「自然環境保全地域等」と表記）。

## 概要
自然環境保護の方法としては、自然保護区に分類される。自然保護区に分類されるものには、自然公園法に基づく国立公園等（自然公園）などもあるが、自然環境保全法自体、自然公園法ほど日本社会において知られていない。
自然環境保全法（所管は環境省）の体系では、まず自然環境保全地域、都道府県自然環境保全地域と原生自然環境保全地域が区分けされ、さらに、自然環境保全地域、都道府県自然環境保全地域が特別地区、海域特別地区（自然環境保全地域のみ）と普通地区に分けられる。

### 自然公園との違い
自然環境保全地域は自然環境の保全を目的としていることに対して（自然環境保全法第1条）、自然公園については自然環境の保護と同時に利用増進を図ることを目的としている（自然公園法第1条）点が異なる自然環境保全地域等の区域は、自然公園の区域に含まれないものとされている。また、原生自然環境保全地域は保安林の区域も原則として指定対象外とされている（自然環境保全法第22条、第45条）。

上記のとおり、自然環境保全地域等と自然公園は、目的も異なり、根拠法律も別だてである。一方で、両者に関する手続き面等では共通性も多く見られる（b:コンメンタール自然環境保全法とb:コンメンタール自然公園法参照）。例えば、自然環境保全法第4条に基づいて国が行う基礎調査は、対象は自然環境保全地域等に限られず、自然公園関連等においても活用されている。さらに、自然公園法でも利用や立ち入りの制限規定があることなどから、自然公園との違いは明確ではないという見方もある。

## 指定
自然環境保全地域、原生自然環境保全地域は環境大臣が、都道府県自然環境保全地域は都道府県知事が、それぞれの一定の要件に該当するもののうち、その区域における自然環境を保全することが特に必要なものを指定することができるものとされる（自然環境保全法第14条、同法第22条、同法第45条）。各都道府県知事宛自然保護局長通知『自然環境保全法の運用について』では、「原生自然環境保全地域においては、原生の状態を維持するため、自然環境保全地域においては、すぐれた自然環境を保全するためそれぞれ厳しい行為の制限を行つていくこととしており、また、当該地域における土地利用のあり方等と関連するところも大である」とし、指定に関する指示が行われている。
利用を前提としていない自然環境保全地域等は、日本国憲法で規定される私権の制限が大きく、観光振興につなげることも困難なことがあり、地元も前向きではない傾向があるといい、下記のとおり指定地点数も伸びていない。自然保護推進の立場からは、日本自然保護協会もこうした現状を問題としている。

### 指定の目安
自然環境保全地域については、概ね次のとおり（自然環境保全法第22条、自然環境保全法施行令第4条）。
- 高山植生・亜高山性植生（1,000ha規模以上）、
- 優れた天然林（100ha規模以上）
- 特異な地形・地質・自然現象（10ha以上）
- すぐれた自然環境を維持している河川・湖沼・海岸・湿原・海域（10ha以上）

原生自然環境保全地域については、#原生自然環境保全地域を参照。

## 保全計画と保全事業
自然環境保全地域等における自然環境の保全のための規制又は施設に関する計画を「保全計画」、自然環境保全地域等に関する保全計画に基づいて執行する事業を「保全事業」という。
原生自然環境保全地域、自然環境保全地域に関する保全計画は、いずれも環境大臣が決定する。ただし、原生自然環境保全地域については、関係都道府県知事及び中央環境審議会の意見をきいて決定するものとされている。環境大臣は、保全計画を決定したときは、その概要を官報で公示し、かつ、その保全計画を一般の閲覧に供しなければならないものともされている（自然環境保全法第15条、同法第23条）。自然環境保全地域の場合、同法第23条第2項により次の事項が定められる。一 保全すべき自然環境の特質その他当該地域における自然環境の保全に関する基本的な事項、二 特別地区、海域特別地区の指定に関する事項、三 当該地域における自然環境の保全のための規制に関する事項、四 当該地域における自然環境の保全のための事業に関する事項。原生自然環境保全地域においては、環境大臣が保全計画により自然環境保全法第19条に基づく立入制限地区を指定することができる。
原生自然環境保全地域、自然環境保全地域に関する保全事業は「国」が執行するものとされている。地方公共団体は、環境大臣に協議し、その同意を得て、原生自然環境保全地域に関する保全事業の一部を執行することができるものとされている（同法第16条、同法第24条）。
保全事業の執行として行われる行為は、原生自然環境保全地域における禁止行為（自然環境保全法第17条）、自然環境保全地域の特別地区における許可の必要な行為（同法第25条）の対象とはならない（禁止行為等については#規制参照）。
自然環境保全法上は、都道府県自然環境保全地域における保全計画、保全事業に関する規定は特にないが、これは都道府県の権限で行われるものであるということで、保全計画、保全事業を欠くことを予定したものではないという。

## 環境以外の関係行政
自然環境保全地域等の所管は環境省等環境行政であるが、自然環境保全地域等における規制は、下記のものなど多くの行政分野が関わることとなり、環境省もネットで公開している通達などで他省庁との協調への配慮を示している。ユネスコの世界遺産（自然遺産）への推薦に際しては、これらの諸官庁が共同で取り組んでいる。
1. 林野庁
国有林には、自然環境保全地域等（森林生態系保全地域などと呼称している）に指定されている区域もある。農林水産省も、「適切な森林施業を通じて自然環境の保全にも積極的な役割を果たしていく」とし、環境行政側に農林漁業との調整を求めている[7]。
2. 文化庁
自然環境保全地域等の環境が「文化」に関係することもある[8]。
3. 国土交通省
国土利用計画法第9条に基づく土地利用基本計画における自然保全地域に関係する[9]。環境省は、自然環境保全地域、原生自然環境保全地域の「指定等を予定する区域を国土利用計画法第9条の規定に基づき都道府県知事が策定する土地利用基本計画の自然保全地域とする等の変更手続が必要である」という内容の通達を発している（『原生自然環境保全地域及び自然環境保全地域の指定等について』公布日 2005年10月1日）。

環境省は「自然環境保全行政は、農林漁業、鉱業、電源開発、電気事業、ガス事業、都市計画、道路、河川、文化財、運輸、通信等に関する他の行政及び諸産業に関連するところが大きい」としているところで、公益事業が並ぶその中でも上記のとおり農林漁業に対する配慮は突出している。なお、自然環境保全法成立当時も、当時の環境庁と農林省、建設省との一致が困難であったという。

## 規制
主に自然環境保全地域について記載する。都道府県自然環境保全地域については、各都道府県の条例で定められる。
下記のとおり、特別地区は、対象となる行為についての許可制で、普通地区は、対象となる行為についての行為についての届出制である。これは、自然公園における特別地域（許可制）と普通地域（届出制）に類似する。
なお、対象となる行為の禁止が規定されている原生自然環境保全地域については、#原生自然環境保全地域を参照されたい。

### 特別地区で許可が必要な行為
- 建築物の新築・改築等
- 宅地の造成、土地の開墾等
- 鉱物の掘採や土砂の採取
- 埋立てや干拓
- 河川、湖沼の水位や水量に増減を及ぼすこと
- 木竹を伐採
- 湖沼や湿原及び周辺に汚水等を排水すること

### 普通地区で届出が必要な行為
- 建築物の新築・改築・増築等
- 宅地の造成、土地の開墾等
- 鉱物の掘採や土砂を採取
- 埋立てや干拓
- 周囲の特別地区内の河川、湖沼の水位や水量に増減を及ぼすこと

届出といいながら、それを受理する側が、行為を制限、禁止することが可能とされており、自然公園法（普通地域）、自然環境保全法（普通地区）の特徴的なものである。

## 原生自然環境保全地域
原生自然環境保全地域（げんせい-）とは、自然環境保全法に基づき指定される地域で、まず「その区域における自然環境が人の活動によつて影響を受けることなく原生の状態を維持しており、かつ、政令で定める面積以上の面積を有する土地の区域であつて、国又は地方公共団体が所有するもの…のうち、当該自然環境を保全することが特に必要なもの」（自然環境保全法第14条）が対象とされる。ここで指定された区域は、国立公園、国定公園、都道府県立自然公園の区域に含まれないこととする規定がある（自然公園法第71条、同法81条）。
選定の基準としては、極相ないしそれに近い植生及び動物相が人による影響を受けていない地域、またかつて人の影響を受けたことがあっても自然状態に復元がなされている地域で、生態系を維持保全するために国ないし地方公共団体が所有する土地で1000ヘクタール以上の面積が確保できる場所であり（周囲が海に面した地域では300ヘクタール以上）、かつ周辺も自然度が高い場所を原生自然環境保全地域に指定することができる。
原生自然環境保全地域においては、日本の自然保護区の中で最も厳格な自然保護体制が取られ、下記のとおり土地利用の制約が極めて大きい。この指定をしようとするときは、環境大臣は、あらかじめ、関係都道府県知事及び中央環境審議会の意見をきかなければならず、さらに、あらかじめ、当該区域内の土地を、国が所有する場合にあっては当該土地を所管する行政機関の長の、地方公共団体が所有する場合にあっては当該地方公共団体の同意を得なければならないものとされている（自然環境保全法第14条）。原生自然環境保全地域は現在5ヶ所指定がなされておりている。

### 行為の制限

#### 禁止される行為
自然環境保全法第17条第1項は、「してはならない」行為を列挙している。「建築物その他の工作物を新築し、改築し、又は増築すること」（同項第1号）にはじまり、「木竹を植栽すること」（同項第8号）、「動物を放つこと（家畜の放牧を含む。）」（同項第11号）などがあり、農業、林業、畜産業にも大きな制約となる。こうした禁止の規定は、自然公園法にはない。

#### 立入制限地区
原生自然環境保全地域の中で特にその自然環境を保全するために必要がある場合、環境大臣は立入制限地区を設けることができる（自然環境保全法第19条）。立入制限地区は「何人も立ち入ってはならない」地域とされ（同条第3項）、例外としては自然保護に関わる調査等を行う場合や遭難者救助などといった事情に限られる。なお現在、自然環境保全法により立入制限地区とされているのは南硫黄島のみである。

## 指定地域
環境大臣が指定するもの。

### 原生自然環境保全地域
| 地域         | 面積     | 指定年月日     | 関係自治体                      | 特色                                                                 |
| ------------ | -------- | -------------- | ------------------------------- | -------------------------------------------------------------------- |
| 屋久島       | 1,219 ha | 1975年5月17日  | 鹿児島県熊毛郡屋久島町          | スギを主とする温帯針葉樹林、屋久杉の巨木、照葉樹林                   |
| 南硫黄島     | 367 ha   | 1975年5月17日  | 東京都小笠原村                  | 木生シダの林、雲霧林の発達する熱帯・亜熱帯植生、海鳥、独特な動物相   |
| 大井川源流部 | 1,115 ha | 1976年3月22日  | 静岡県榛原郡川根本町            | 典型的な植生帯の垂直分布、ニホンカモシカ・オコジョ・ヤマネ等の哺乳類 |
| 十勝川源流部 | 1,035 ha | 1977年12月28日 | 北海道上川郡新得町              | エゾマツ・トドマツを主とする亜寒帯針葉樹林                           |
| 遠音別岳     | 1,895 ha | 1980年2月4日   | 北海道斜里郡斜里町 目梨郡羅臼町 | ハイマツを主とする高山性植生                                         |

### 自然環境保全地域
| 地域           | 面積      | 指定年月日     | 関係自治体                                                          | 特色                                                   |
| -------------- | --------- | -------------- | ------------------------------------------------------------------- | ------------------------------------------------------ |
| 稲尾岳         | 377 ha    | 1975年5月17日  | 鹿児島県肝属郡肝付町、錦江町、南大隅町                              | イスノキ・ウラジロガシを主とする照葉樹林               |
| 早池峰         | 1,370 ha  | 1975年5月17日  | 岩手県宮古市                                                        | 高山・亜高山性植生、蛇紋岩山地植生、アカエゾマツ天然林 |
| 利根川源流部   | 2,318 ha  | 1977年12月28日 | 群馬県利根郡みなかみ町                                              | 高山風衝低木林、ブナ・ミヤマナラ天然林、雪田植生       |
| 大平山         | 674 ha    | 1977年12月28日 | 北海道島牧郡島牧村                                                  | 北限に近いブナ天然林、石灰岩地植生                     |
| 白髪岳         | 150 ha    | 1980年3月21日  | 熊本県球磨郡あさぎり町                                              | 南限に近いブナ天然林、ノリウツギ低木林                 |
| 大佐飛山       | 545 ha    | 1981年3月16日  | 栃木県那須塩原市                                                    | ブナ・オオシラビソ天然林                               |
| 和賀岳         | 1,451 ha  | 1981年5月21日  | 岩手県和賀郡西和賀町                                                | ブナ・ミヤマナラ天然林、ハイマツ群落、雪田植生         |
| 笹ヶ峰         | 537 ha    | 1982年3月31日  | 愛媛県新居浜市、西条市 高知県吾川郡いの町                           | ブナ天然林、南限のシコクシラベ天然林                   |
| 崎山湾・網取湾 | 128 ha    | 1983年6月28日  | 沖縄県八重山郡竹富町                                                | アザミサンゴの群体、サンゴ礁                           |
| 白神山地       | 14,043 ha | 1992年7月10日  | 青森県西津軽郡鰺ヶ沢町、深浦町、中津軽郡西目屋村 秋田県山本郡藤里町 | 日本最大級のブナ天然林、クマゲラ等稀少動植物相         |